# قهرمانی وزنه‌برداری جهان ۱۹۴۷
قهرمانی وزنه‌برداری جهان ۱۹۴۷ بیست و ششمین دوره از رقابت‌های قهرمانی جهان می‌باشد که از ۲۶ تا ۲۷ سپتامبر ۱۹۴۷ در فیلادلفیا، ایالات متحدهٔ آمریکا برگزار گردید. در این دوره ۳۹ ورزشکار مرد از ۱۲ کشور رقابت کردند.

## خلاصه مدال‌ها
| رویداد               | طلا                                         | طلا      | نقره                                 | نقره     | برنز                                   | برنز     |
| خروس‌وزن ۵۶ ک‌گ        | ژوزف دپیترو · ایالات متحده آمریکا           | ۳۰۰٫۰ ک‌گ | Richard Tom · ایالات متحده آمریکا    | ۲۸۷٫۵ ک‌گ | Rosaire Smith · کانادا                 | ۲۷۷٫۵ ک‌گ |
| پر وزن ۶۰ ک‌گ         | Robert Higgins · ایالات متحده آمریکا        | ۳۱۰٫۰ ک‌گ | Nam Su-il · کرهٔ جنوبی                | ۳۰۷٫۵ ک‌گ | Emerick Ishikawa · ایالات متحده آمریکا | ۳۰۲٫۵ ک‌گ |
| سبک‌وزن ۶۷٫۵ ک‌گ       | پیت جورج · ایالات متحده آمریکا              | ۳۵۲٫۵ ک‌گ | John Stuart · کانادا                 | ۳۵۰٫۰ ک‌گ | George Espeut · بریتانیای کبیر         | ۳۴۲٫۵ ک‌گ |
| میان‌وزن ۷۵ ک‌گ        | استنلی استانچیک · ایالات متحده آمریکا       | ۴۰۵٫۰ ک‌گ | فرانک اسپلمن · ایالات متحده آمریکا   | ۳۷۵٫۰ ک‌گ | Kim Seong-jip · کرهٔ جنوبی              | ۳۵۲٫۵ ک‌گ |
| سنگین‌وزن سبک ۸۲٫۵ ک‌گ | John Terpak · ایالات متحده آمریکا           | ۳۸۷٫۵ ک‌گ | Keevil Daly · گویان بریتانیا         | ۳۷۰٫۰ ک‌گ | Juhani Vellamo · فنلاند                | ۳۶۷٫۵ ک‌گ |
| سنگین‌وزن ۸۲٫۵+ ک‌گ    | جان دیویس (وزنه‌بردار) · ایالات متحده آمریکا | ۴۵۵٫۰ ک‌گ | نوربرت شمانسکی · ایالات متحده آمریکا | ۴۱۲٫۵ ک‌گ | Václav Bečvář · چکسلواکی               | ۳۶۰٫۰ ک‌گ |

## جدول مدال‌ها
| رتبه           | کشور                | طلا | نقره | برنز | مجموع |
| -------------- | ------------------- | --- | ---- | ---- | ----- |
| ۱              | ایالات متحده آمریکا | ۶   | ۳    | ۱    | ۱۰    |
| ۲              | کانادا              | ۰   | ۱    | ۱    | ۲     |
| ۲              | کرهٔ جنوبی           | ۰   | ۱    | ۱    | ۲     |
| ۴              | گویان بریتانیا      | ۰   | ۱    | ۰    | ۱     |
| ۵              | بریتانیای کبیر      | ۰   | ۰    | ۱    | ۱     |
| ۵              | فنلاند              | ۰   | ۰    | ۱    | ۱     |
| ۵              | چکسلواکی            | ۰   | ۰    | ۱    | ۱     |
| مجموع (۷ کشور) | مجموع (۷ کشور)      | ۶   | ۶    | ۶    | ۱۸    |